# 九龍巴士52M線
九龍巴士52M線是香港一條已停辦的新界市區巴士路線，由九龍巴士（一九三三）有限公司營辦，來往屯門井財街及葵芳地鐵站，途經新墟至大欖一段青山公路和屯門公路來往荃灣市中心及葵涌。52M線在1984年9月23日配合九巴重組部份新界西路線而投入服務，九廣西鐵通車後，此路線於2004年2月8日取消服務，由新路線61M取代。

## 歷史
52M線於1984年9月23日起配合九巴重組部份新界西路線而投入服務，來往華都花園及葵芳地鐵站，取代同日停辦的九龍巴士50M線，以及九龍巴士67M線於置樂花園至大欖一段青山公路之服務。1987年8月30日起，此路線屯門端延長至景峰花園（1995年3月13日起更改總站名稱為「井財街」）。因應輕鐵專區法例於1988年9月25日起實施，52M線由當日起將該線往葵芳地鐵站方向所有位於屯門區內的車站設為只准上車，而景峰花園方向所有位於屯門區內的車站則只准下車，直至1993年6月1日輕鐵專區法例修改為止。
由於52M線非繁忙時間客量持續偏低，此路線於1991年1月3日起改為只在平日繁忙時間提供服務，其餘時間由九龍巴士67M線再次繞經置樂花園至大欖之間一段青山公路取代。1992年5月4日起，九龍巴士52線改組為特快路線52X，此路線來回程因而繞經大欖涌巴士總站。1993年3月1日，此路線恢復為全日服務，67M線所有班次亦回復途經屯興路往返屯門公路。1995年3月13日起，此路線往葵芳地鐵站方向繞經三聖巴士總站。1997年4月24日，此路線增派空調巴士行走。1999年10月17日，52M線井財街方向不再停靠福來邨永康樓的分站。2002年1月27日，52M線增設與途經城門隧道的巴士路線的八達通轉乘優惠。同年12月21日，52M線再增設與荃葵青區內巴士路線的八達通轉乘優惠。
因應九廣西鐵於2003年12月通車，運輸署及九巴決定在西鐵通車後第五至六周把此路線連同60、261M及262P線一併取消，由新開辦之61M線取代，相關改動於2004年2月8日起實施。

## 服務時間及班次
52M線於取消服務前全日服務。以下服務時間及班次資訊以取消服務前為准。
| 井財街開          | 井財街開                       | 葵芳地鐵站開      | 葵芳地鐵站開                    |
| 服務時間 （每日） | 班次 （分鐘）                  | 服務時間 （每日） | 班次 （分鐘）                   |
| ----------------- | ------------------------------ | ----------------- | ------------------------------- |
| 05:30－23:30      | 8（繁忙時間） 20（非繁忙時間） | 06:30－00:30      | 10（繁忙時間） 20（非繁忙時間） |

## 收費
52M線在取消服務前非空調巴士班次全程收費為$6.0，空調巴士班次全程收費則為$8.0，並設12歲以下小童及65歲或以上長者半價優惠，分段收費如下：
| 上車地點＼落車地點 | 葵芳地鐵站                  | 井財街                      |
| ------------------ | --------------------------- | --------------------------- |
| 荃灣（荃德花園）起 | $3.5（非空調） $4.2（空調） | 不適用                      |
| 荃灣（眾安街）起   | 不適用                      | $5.3（非空調） $7.5（空調） |
| 大欖起             | 不適用                      | $3.5（非空調） $4.3（空調） |
| 三聖起             | 不適用                      | $3.0（非空調） $3.5（空調） |

### 轉乘優惠
52M線在取消前與31、32M、36、43X、48X、49X、73X、235、238M、278X等巴士路線設有第二程非空調車資$2.7、空調車資$3.5的八達通轉乘優惠，惟如第二程的車資較優惠額度低，乘客僅享有第二程免費的轉乘優惠。

## 用車
52M線取消前，非空調雙層巴士主要採用都城嘉慕威曼都城11米（S3M）及丹尼士巨龍11米非空調版本（S3N），空調雙層巴士則以丹尼士巨龍11米空調版本（AD）為主。

## 行車路線
52M線取消前由井財街開出的班次途經井財街、青山公路、三聖街、三聖巴士總站、三聖街、青山公路、大欖巴士掉頭處、青山公路、支路、屯門公路、青山公路、葵涌道、葵富路、葵仁路及葵義路前往葵芳地鐵站；由葵芳地鐵站開出的班次途經葵義路、葵富路、葵涌道、青山公路、屯門公路、支路、青山公路、大欖巴士掉頭處、青山公路及井財街，具體停站請參考資訊框。52M線全程行車里數約為25.5公里，全程行車時間約為54分鐘。

### 書籍
- 容偉釗. . BSI. 2002-06: 85. ISBN 9628414623 （中文（香港））.
- 容偉釗. . BSI. 2015-01: 126. ISBN 9628414720 （中文（香港））.

### 其他參考資料
1. 1 2  . 九龍巴士（一九三三）有限公司.   [2024-06-29]. 原始内容存档于2003-08-26 （中文（香港））.
2. 1 2  . 九龍巴士（一九三三）有限公司.   [2024-06-29]. 原始内容存档于2003-12-11 （中文（香港））.
3. 1 2  . 九龍巴士（一九三三）有限公司.   [2024-06-29]. 原始内容存档于2003-12-11 （中文（香港））.
4. ↑  . 華僑日報. 1984-09-23: 13  [2024-06-29]. （原始内容存档于2024-06-29）.
5. 1 2 3 4 5 6  容偉釗. . BSI. 2015-01: 126. ISBN 9628414720 （中文（香港））.
6. ↑  . 華僑日報. 1987-08-30: 7  [2024-06-29]. （原始内容存档于2024-06-29） （中文（香港））.
7. ↑   (新闻稿). 香港政府新聞公報. 1988-09-23 （中文（香港））.
8. ↑   (新闻稿). 香港政府新聞公報. 1993-05-29 （中文（香港））.
9. ↑  . 華僑日報. 1991-01-01: 5  [2024-06-29]. （原始内容存档于2024-06-29） （中文（香港））.
10. ↑   (新闻稿). 運輸署. 1999-10-15  [2024-06-29]. （原始内容存档于2023-09-30） （中文（香港））.
11. 1 2   (新闻稿). 九龍巴士（一九三三）有限公司. 2002-01-29  [2024-06-29]. 原始内容存档于2004-08-08 （中文（香港））.
12. 1 2  . 九龍巴士 (新闻稿). 2002-12-13  [2024-06-30]. （原始内容存档于2004-08-07）.
13. ↑   (PDF). 運輸署. 2003-12  [2024-06-29]. 原始内容存档于2003-12-13 （中文（香港））.
14. ↑  . 九龍巴士（一九三三）有限公司. 2004-02-04  [2024-06-29]. 原始内容存档于2006-03-17 （中文（香港））.
15. ↑  . 運輸署. 2004-02-06  [2024-06-29]. （原始内容存档于2023-10-01） （中文（香港））.
16. ↑  . 九龍巴士（一九三三）有限公司.   [2024-06-29]. 原始内容存档于2003-08-30 （中文（香港））.
17. ↑   (PDF). 九龍巴士（一九三三）有限公司: 2. 2004-02-02  [2024-06-29]. 原始内容存档于2004-02-05 （中文（香港））.
18. ↑  容偉釗. . BSI. 2002-06: 85. ISBN 9628414623 （中文（香港））.
19. ↑  鄭美施.  (报告) 7–10. 香港政府憲報: B818. 2003-02-18  [2024-06-29]. 62. （原始内容存档于2024-06-29） （中文（香港））.
20. ↑  . 九龍巴士. （原始内容存档于2003-08-26）.